# Hôrky
Hôrky (in ungherese Zsolnaberkes) è un comune della Slovacchia facente parte del distretto di Žilina, nella regione omonima.